# Bernd Grzeszick
Bernd Grzeszick (* 23. Dezember 1965 in Erkelenz) ist ein deutscher Rechtswissenschaftler, Hochschullehrer und Richter.

## Leben
Nach dem Abitur am Cusanus-Gymnasium Erkelenz studierte Grzeszick Rechtswissenschaften an den Universitäten Bonn, Freiburg und Heidelberg, wo er 1992 das Erste Staatsexamen absolvierte. Nach einjähriger Tätigkeit als wissenschaftlicher Mitarbeiter bei Thomas Würtenberger nahm er ein Aufbaustudium an der Cambridge University auf, das er 1994 mit dem Master of Laws abschloss. Während seines sich hieran anschließenden Rechtsreferendariats am Kammergericht Berlin wurde Grzeszick an der Universität Freiburg mit einer Arbeit im Bereich des Staatsrechts 1995 zum Doktor der Rechte promoviert. 1996 nahm er die Arbeit als wissenschaftlicher Assistent bei Otto Depenheuer auf, bei dem er sich im Wintersemester 2001/2002 habilitierte. 2003 erhielt er einen Ruf an die Westfälische Wilhelms-Universität in Münster, wo er bis 2004 lehrte. Dann wechselte er auf einen Lehrstuhl für Öffentliches Recht, Völkerrecht und Rechtsphilosophie an die Friedrich-Alexander-Universität Erlangen-Nürnberg, wo er zugleich Direktor des Instituts für  Rechtsphilosophie und Allgemeine Staatslehre war. 2009 nahm er den Ruf an die Johannes-Gutenberg-Universität Mainz an. Von dort wechselte er zum 1. April 2010 an seine Alma Mater nach Heidelberg, wo er den Lehrstuhl für Öffentliches Recht, Internationales Öffentliches Recht und Rechtsphilosophie innehat und Direktor des Instituts für Staatsrecht,  Verfassungslehre und Rechtsphilosophie der Universität Heidelberg ist. Seit 2013 ist er ordentliches Mitglied der Heidelberger Akademie der Wissenschaften.
Grzeszick ist seit 1. Juni 2021 Richter am Verfassungsgericht Nordrhein-Westfalen.
Seit dem WS 2024/25 ist Bernd Grzeszick Studiendekan der Juristischen Fakultät der Universität Heidelberg.

## Werke (Auswahl)
- Sozialkassenverfahren und Verfassungsrecht. Zur Verfassungsmäßigkeit des Gesetzes zur Sicherung der Sozialkassenverfahren im Baugewerbe. Nomos Verlagsgesellschaft, Baden-Baden 2020, ISBN 978-3-7489-2324-4.
- Wohlfahrt zwischen Staat und Markt. Korporatismus, Transparenz und Wettbewerb im Dritten Sektor. Duncker & Humblot, Berlin 2010, ISBN 978-3-428-13188-4.
- mit Manfred Baldus und Sigrid Wienhues: Staatshaftungsrecht. Das Recht der öffentlichen Ersatzleistungen. Müller, Heidelberg 2009, ISBN 978-3-8114-9803-7.
- Rechte und Ansprüche. Eine Rekonstruktion des Staatshaftungsrechts aus den subjektiven öffentlichen Rechten. Mohr Siebeck, Tübingen 2002, ISBN 3-16-147860-6.
- Vom Reich zur Bundesstaatsidee. Zur Herausbildung der Föderalismusidee als Element des modernen deutschen Staatsrechts. Duncker & Humblot, Berlin 1996, ISBN 3-428-08631-7.